# محطة مترو سعدي
محطة مترو سعدي هي محطة في خط مترو طهران 1. تقع عند تقاطع شارع سعدي وشارع جمهوري إسلامي. يقع بين محطة مترو الإمام الخميني ومحطة مترو دروازه دولت.